# Експлозия на нефтената платформа „Deepwater Horizon“
Експлозията на нефтената платформа „Deepwater Horizon“ причинява пожар на нефтената платформа „Deepwater Horizon“, намираща се на окол 40 km от брега на Луизиана в находището Macondo, работеща по поръчка на компанията BP.
Убива 11 души и ранява други 17, като останалите 98 души на платформата оцеляват без сериозни физически увреждания. След експлозията „Deepwater Horizon“ изгаря и потъва, с което започва огромен нефтен разлив на територията на Мексиканския залив, най-големият в американската история, смятан за екологична катастрофа.

## Предистория

### Deepwater Horizon
Deepwater Horizon е плаваща платформа за сондиране на петрол – пето поколение, свръхдълбоководна, динамично позиционирана, стабилизирана с колона, полупотопяема мобилна офшорна сондажна единица (MODU). Платформата е с дължина 121 метра и широка 78 метра и може да работи във водите с дълбочина до 2400 метра до максимална дълбочина на тренировка от 9100 метра. Пресата съобщава от Трансонейската държава, че платформата е използвана исторически за по-дълбоки кладенци, включително и най-дълбокия подводен газов и нефтен кладенец в историята на 35 055 фута (10 685 метра) през 2009 година. Платформата от 560 млн. долара е построена от Hyundai Heavy Industries в Южна Корея и завършена през 2001 година. Тя е била собственост на Трансоушън, експлоатирана под флага Marshallese и е била под аренда на BP до септември 2013 година. По време на експлозията, Deepwater Horizon се намира в Мисисипи каньон блок 252, наричан Macondo Prospect, в сектора на Съединените щати в Мексиканския залив, на около 66 километра от бреговете на Луизиана. През март 2008 година минералните права за сондиране на петрол по Macondo Prospect бяха закупени от BP в продажбата на лизингова услуга за управление на минералите. Платформата започна сондажи през февруари 2010 година при дълбочина на водата от около 5000 фута (1500 метра).

### Риск от преливане и предпазни мерки
Офшорните сондажни платформи са големи, сложни, механични операции, които работят в условия, подложени както на човешка грешка, така и на неблагоприятни природни условия. Докладите за управление на минералите показват, че от 2001 година насам има 69 смъртни случая в морето, 1349 наранявания и 858 пожари и експлозии в Мексиканския залив. Наблюдават се пожари или експлозии на офшорни петролни платформи в Мексиканския залив през първите пет месеца на 2009 година, последният период със статистически данни.

### Предварителни разливи и предупреждения
Имаше много предишни разливи и пожари в Deepwater Horizon; Бреговата охрана е издала ситуации за замърсяване 18 пъти между 2000 година и 2010 година и е разследвала 16 пожара и други инциденти. Предишните пожари, разливи и инциденти не бяха считани за необичайни за платформата в Залива и не бяха свързани с експлозията и разливането през април 2010 година. В Deepwater Horizon обаче има и други сериозни инциденти, включително един през 2008 година, при който 77 души са били евакуирани от платформата, когато са преброени и започнаха да потъват, след като част от тръбата е случайно извадена от баластната система на платформата.

## Април, 2010 г. експлозия и пожар
Пожарът на борда на Deepwater Horizon се съобщава, че започва в 9:45 часа. CDT на 20 април 2010 година. Според изпълнителния директор на Трансоушън Адриан Роуз, необичаен натиск, натрупан в морската тръба, и като се появи, „бързо се разшири и запали“. Роуз каза, че събитието е основно взрив. Оцелелите описаха инцидента като внезапна експлозия, която им даде по-малко от пет минути да избягат, когато алармата изчезна.

## Пострадали
Първоначалните доклади сочат, че за между 12 и 15 работници липсват доклади, което скоро намалява броя на липсващите до 9 членове на екипажа на платформата и 2 инженери. Бреговата охрана на Съединените щати незабавно стартира мащабна спасителна операция, включваща 2 брегови охрани, 4 хеликоптера и спасителен самолет. 2 фрези продължават да търсят през нощта. До сутринта на 22 април Бреговата охрана е проучила близо 1940 квадратни мили (5000 квадратни километра). На 23 април бреговата охрана отменя търсенето на 11-те изчезнали лица, като заключава, че „разумните очаквания за оцеляване“ са изтекли. Длъжностни лица заключават, че липсващите работници може да са били близо до взрива и не са могли да избягат от внезапната експлозия.

Следните 11 души загиват:
- Джейсън С. Андерсън, 35 години
- Аарон Дейл Бъркийн, 37 години
- Доналд Кларк, 49 години
- Стивън Рей Къртис, 39 години
- Гордън Л. Джоунс, 28 години
- Рой Уайът Кемп, 27 години
- Карл Д. Клепингер, младши, 38 години
- Кийт Блеър Мануел, 56 години
- Дюй А. Ривет, 48 години
- Шайн М. Росто, 22 години
- Адам Уайз, 24 години